# Hàm Trường
Hàm Trường là một xã thuộc huyện Hương Sơn, tỉnh Hà Tĩnh, Việt Nam.

## Địa lý
Xã Hàm Trường có diện tích 41,79 km², dân số năm 2023 là 8.986 người, mật độ dân số đạt 215 người/km².

## Lịch sử
Ngày 14 tháng 11 năm 2024, Ủy ban Thường vụ Quốc hội ban hành Nghị quyết số 1283/NQ-UBTVQH15 về việc sắp xếp đơn vị hành chính cấp huyện, cấp xã của tỉnh Hà Tĩnh giai đoạn 2023 – 2025 (nghị quyết có hiệu lực từ ngày 1 tháng 1 năm 2025). Theo đó, thành lập xã Hàm Trường trên cơ sở toàn bộ 22,37 km² diện tích tự nhiên, quy mô dân số là 4.270 người của xã Sơn Hàm và toàn bộ 19,42 km² diện tích tự nhiên, quy mô dân số là 4.716 người của xã Sơn Trường.
Xã Hàm Trường có 41,79 km² diện tích tự nhiên và quy mô dân số là 8.986 người.